# Holger Jungnickel
Holger Jungnickel (* 11. September 1985 in Schlema) ist ein deutscher Kameramann.

## Karriere
Holger Jungnickel legte 2004 das Abitur ab und studierte nach dem Zivildienst von 2006 bis 2010 Medientechnik an der Hochschule für Angewandte Wissenschaften Hamburg. Von 2012 bis 2019 studierte er an der Hochschule für Fernsehen und Film, Abt. Kamera in München. Sein Langspielfilmdebüt als hauptverantwortlicher Kameramann gab er mit dem 2019 von Tim Dünschede inszenierten Fernsehfilm Limbo. Das One-Shot-Video wurde ohne Schnitt in einer Einstellung gedreht. Für diese Arbeit wurde Jungnickel beim Deutschen Kamerapreis 2020 für den Besten Nachwuchs nominiert.

## Filmografie (Auswahl)
- 2018: Fremde
- 2019: Limbo
- 2019: Declassified
- 2020: Haeberli
- 2021: Adisa
- 2022: Unter der Welle
- 2022: Nicht ganz koscher
- 2023: Die drei ??? – Erbe des Drachen
- 2023: Die Augenzeugen (Fernsehserie)
- 2025: Die drei ??? und der Karpatenhund